# Камікадзе (тайфун)
Камікадзе (яп. 神風 — камікадзе, сінпу, камукадзе, «божественний вітер») — синтоїстський термін для позначення тайфуну, який приносить користь або є сприятливим знаменням. Це слово згадується вперше у «Ніхон Сьокі» (720), як епітет для провінції Ісе, місця поклоніння богині сонця Аматерасу Омікамі, яке часто потерпало від тайфунів.
У 1274 і 1281 роках камікадзе було названо тайфун, який двічі розтрощив біля Японських берегів флот монгольського Хубілай-хана і врятував країну від ворожої навали. У тогочасних переказах згадується, що бог грому Райдзін і бог вітру Фудзін послали цей шторм проти монголів.
Ім'я «божественний вітер» — камікадзе було згодом використане під час Другої світової війни. Ним називали пілотів-смертників, завданням яких було ціною свого життя вибороти перемогу для Японії. Саме таке розуміння камікадзе як смертника проникло у західні мови, і українську зокрема.